# Los confines
Los confines es el primer largometraje del cineasta mexicano Mitl Valdez, en el que adapta diversos fragmentos de la obra literaria de Juan Rulfo para narrar una sola historia. El filme se produjo en 1987, y se estrenó hasta el 27 de octubre de 1992.

## Sinopsis
El director hace una adaptación de 'Talpa', 'Diles que no me maten' y Pedro Páramo, cuentos y novela de Juan Rulfo. Uno de los personajes, Juan Preciado, encuentra a un par de hermanos incestuosos de Comala; el personaje Juvencio Nava huye de diversos hombres que lo persiguen por el presunto asesinato del coronel Guadalupe Terreros y dos hermanos guían a un hombre moribundo a Talpa de Allende con la esperanza de que la virgen lo cure.

## Sobre el filme
- Los confines es el sexto largometraje producido en el campo del cine profesional por la UNAM.[2]
- La quiebra de la distribuidora Películas Nacionales impidió que el estreno se diera tras finalizar la producción de la película. Pasaron cuatro años desde el término de la película hasta el estreno.
- El director, Mitl Valdez, había dirigido anteriormente el cortometraje Al descubierto (1971) y el mediometraje Tras el horizonte (1984), basados también en la obra literaria de Juan Rulfo.[3]

## Reconocimientos
Nominada para los Arieles de 1987 en las categorías:
- Opera prima - MItl Valdez
- Coactuación femenina - Patricia Reyes Spíndola
- Actriz de cuadro - Ana Ofelia Murguía
- Ambientación - Darsel Salinas y Lucía Olguín

Considerada como la película número 40 entre las 100 mejores películas del cine mexicano, de la revista Somos.
Invitada en la sección "Panorama Especial" del Festival Internacional del Film de Berlín de 1995.

## Reparto
- Ernesto Gómez Cruz: Juvencio
- Manuel Ojeda: Ignacio
- María Rojo: Natalia
- Pedro Damián: hombre joven
- Enrique Lucero: Tanilo
- Jorge Fegan: Guadalupe Terreros
- Ana Ofelia Murguía: madre de Natalia
- Patricia Reyes Spíndola: mujer
- Uriel Chávez: hombre
- Carlos Esteban Chávez: Justino
- Ramiro Ramirez: Fulgencio
- Roberto Sosa: Lisandro